# Eine Maschine (Album)
Eine Maschine ist ein Soloalbum des deutschen Rappers David Asphalt. Es erschien am 8. Oktober 2010 über das Label Wolfpack Entertainment in Zusammenarbeit mit Universal Music Group.

## Konzept
Das Album teilte sich in die drei Konzeptteile Eine Maschine, Welt retten und Der Rasenmähermann. Dabei waren auf Eine Maschine hauptsächlich Songs, die stilistisch dem Battle-Rap zuzuordnen sind. Dabei wird versucht, einen imaginärer Gegner verbal möglichst fantasievoll zu diffamieren. Der zweite Teil Welt retten, der im Voraus als kostenloser Download veröffentlicht werden, behandelte vor allem sommerliche Themen. Der letzte, abschließende Teil Der Rasenmähermann enthielt vornehmlich Texte mit Tiefgang und persönlichere Inhalte.

## Titelliste
1. Intro
2. Eine Maschine
3. Ground Zero (feat. Chakuza)
4. Das gleiche Spiel (feat. Patrick Enemy)
5. Zwischenzeitlich im Ghetto (Skit)
6. Danke fürs Gespräch
7. Welt retten
8. Wellen (Skit)
9. Elektrische Luft (feat. Rock Toxin)
10. Blauer Stahl
11. Dämmerung (Interlude)
12. Schnaps
13. Nie wieder (Skit)
14. Was wartest du?
15. Der Rasenmähermann
16. Die Sanduhr (Skit)
17. Wie die Zeit so schnell vergeht
18. Wenn ich schreib
19. Karma
20. Outro
21. Hidden Track

## Illustration
Das Cover des Albums ist eine Analogie zur Zeichnung Der vitruvianische Mensch von Leonardo da Vinci. Im Gegensatz zum Original ist jedoch kein Mensch, sondern eine Maschine dargestellt. Links und rechts vom Körper der Maschine steht die Schriftzüge David Asphalt und Eine Maschine in Schreibschrift. Diese sind auch ober- und unterhalb des Bildes sichtbar.
Das Artwork wurde von Alexej Ksey Buss gestaltet, für das Booklet und das Layout zeigte sich Cha-wen Kuo verantwortlich.

## Gastbeiträge
Auf dem Album sind insgesamt drei Gastbeiträge, sogenannte Features, vertreten. So ist auf Ground Zero eine Strophe von Chakuza zu hören. Zudem sind Patrick Enemy und Rock Toxin, die beide Teil von David Asphalts Rap-Formation Asphaltliteraten sind, auf den Titeln Das gleiche Spiel bzw. Elektrische Luft vertreten. Auf dem Titel Ground Zero sind zusätzliche Vocals von der Sängerin Eveleen hörbar. Sie ist jedoch nicht als Gastbeitrag gelistet, sondern wird als Additional Vocal aufgeführt.

## Produktion
Der Großteil der Produktion wurde von der Kaiserslauterer Produzentengruppe 83 Sound realisiert. Sie zeigten sich bis auf zwei Ausnahmen für alle Beats. Der Titel Welt retten wurde vom Düsseldorfer Produzentenduo Trommelfellaz, das aus Benz Reibach und DJ Cebu besteht, produziert. Der Beat zu Wie die Zeit so schnell vergeht wurde von Chakuza und DJ Stickle, die gemeinsam Beatlefield bilden, beigesteuert.
Der Großteil von Eine Maschine wurde von Benz Reibach, Teil von den Trommelfellaz, im BilkBass-Studio aufgenommen und abgemischt. Die Aufnahme und die Abmischung der Titel Intro, Eine Maschine, Danke fürs Gespräch, Was wartest du? und Karma erfolgte von OC in den OCBeats-Studios. Chakuzas Part und Eveleens Gesang auf Ground Zero wurde im Stahlstadt-Studio in Linz aufgenommen und von Benz Reibach abgemischt. Die Gastbeiträge von Patrick Enemy und Rock Toxin wurden von AmoCloud im Blk-Amok Studio aufgenommen und abgemischt. Das komplette Mastering übernahm Benz Reibach.

## Vermarktung
Zum Album wurden zwei Videos gedreht. Der Song Welt retten wurde Anfang September von Fuchs-Film verfilmt. Ein weiteres Musikvideo erschien kurz vor Albumveröffentlichung zum Titeltrack Eine Maschine. Regie wurde wiederum von Fuchs-Film geführt.
Am 10. September 2010 veröffentlichte die Online-Plattform hiphop.de den Albumteil Welt retten, der die acht Titel Welt retten, Wellen (Skit), Elektrische Luft, Vögel (Skit), Blauer Stahl, Dämmerung (Interlude), Schnaps und Nie wieder (Skit) enthielt, als kostenlosen Download.

## Kritik
Die Online-Plattform rappers.in bewertete das Album mit drei von sechs Mikrofonen. In der entsprechenden Rezension lobte der Autor insbesondere den ausgefeilten Flow, den David Asphalt in seinen Liedern verwende, sowie Asphalts Raptechnik. Dieser nerve jedoch auf Dauer, da er ständig gleich sei und „das gesamte Album auf dem letzten Track auch genauso klingt wie auf dem ersten“. Auch die „flachen Battlestrophen“ wurden negativ erwähnt. Hingegen wurden die thematischen Songs gelobt, insbesondere Karma wurde wegen der Thematik und der perfekten Kombination von Flow, Beat, Stimme, Gesang und Rap. Durch diese zwei Spalten an Songtexten fehle dem Album ein roter Faden. Zusammenfassend wurde Eine Maschine als solide und sicher, aber auch als konzeptlos- und abwechslungslos bewertet.
Die Internetseite hiphopholic beurteilte das Album mit je drei von sechs Sternen in den Kategorien Texte, Produktionen und Gesamteindruck. Die erste Albumhälfte wurde als monotoner Teil mit unspektakulären Beats beschrieben. Jedoch wurde die Mitte und der Schluss vom Autor gelobt. „Zur Mitte nimmt es dann wieder mehr an Fahrt auf und überzeugt wahlweise durch gelungene Instrumentalisierung (‚Blauer Stahl‘) oder aber textliche Abwechslung wie auf ‚Schnaps‘.“ So überzeuge Eine Maschine immer mehr und erreiche im hervorragenden Der Rasenmähermann seinen absoluten Höhepunkt. Mit Wie die Zeit so schnell vergeht und Wenn ich schreib fänden sich dann noch zwei Tracks, die textlich wie musikalisch eine durchaus gute Note verdient hätten. Insgesamt wurde das Debütalbum als solide bezeichnet, dass inhaltliche Abwechslung vorweisen könne. Jedoch gebe David Asphalt als Rapper eine „allenfalls eine durchschnittliche Figur“ ab.
Das Black-Music-Magazin Rhyme vergab Eine Maschine drei von möglichen sechs Sternen. Als größter Kritikpunkt wurde genannt, dass es auf dem Album „weder thematisch noch in Sachen Skills und Flows nicht Neues“ gebe. Dagegen seien die Produktionen sehr gelungen. Stellenweise sei zudem das Potential von David Asphalt erkennbar. Rhyme schlussfolgerte: „Wäre ‚Eine Maschine‘ irgendwann in den 1990er Jahren herausgekommen, wäre David Asphalt damit sicherlich ein großer Wurf gelungen, doch 2010 gibt es auf dem Album nichts, was man so nicht irgendwie schon mal gehört hätte.“
Die Online-Plattform Rap4Fame vergab dem Tonträger drei von maximal fünf Sternen. Dabei wurde gesagt, dass David Asphalt relativ einfache Reime benutze und nicht durch komplexe Reime auffalle, sondern sich auf das Wesentliche beschränke. Dies sei jedoch nicht negativ zu werten, da es die Atmosphäre des Albums auflockere. Insgesamt wurde das Album gut bewertet, wobei jedoch einzelne Songs aus dem Rahmen fallen und so den Gesamteindruck deutlich verschlechtern. Weniger Songs wären nach Meinung des Autors besser gewesen.